# Roque de los Muchachos
Der Roque de los Muchachos (deutsch etwa Turm der Jünglinge) ist mit einer Höhe von 2.426 Metern die höchste Erhebung der zu Spanien gehörenden Kanareninsel La Palma.
Den höchsten Punkt bilden alte Vulkanschlote, die der Erosion von Wind und Wasser standgehalten haben (siehe Bild). Zwischen 2.350 und 2.400 Metern Höhe befindet sich das Institutsgelände des Roque-de-los-Muchachos-Observatoriums. In der Nähe des Observatoriums verläuft eine Straße, die die West- und die Ostseite der Insel verbindet. Durch das Hochgebirgsklima ist diese Strecke stark durch Steinschlag gefährdet, der hauptsächlich durch schmelzendes Eis im Frühjahr entsteht.
Der Berg gehört zum Parque Nacional de la Caldera de Taburiente und bildet den nordwestlichen Rand der Caldera. Vom Roque de los Muchachos kann man die Nachbarinseln Teneriffa, El Hierro und La Gomera sehen.